# Юст Уржельский
Юст (кат. Just, исп. Justo; умер после 3 ноября 546) — первый известный из исторических источников епископ Уржеля (527—546). Местночтимый святой Уржельской епархии, день памяти — 28 мая.

## Биография
О жизни святого Юста известно только из сочинения Исидора Севильского «De viris illustribus» («О знатных мужах», глава 34) и актов соборов, в которых Юст принимал участие. Исидор Севильский сообщает, что у Юста были три брата, также епископа — епископ Валенсии святой Юстиниан, епископ Эгары (современная Тарраса) святой Небридий и святой Элпидий, возможно, епископ Уэски. Точная дата занятия Юстом епископской кафедры Уржеля неизвестна. Впервые в документах он упоминается как участник Второго Толедского собора, состоявшегося 17 мая 527 года, но ряд историков на основе порядка расположения подписи Юста под актами соборов считает, что он мог стать епископом и в более раннее время (однако не ранее 517 года). Святой Юст также принимал участие в соборах в Лериде (8 августа 546 года) и в Валенсии (3 ноября 546 года). О его дальнейшей судьбе ничего не известно. Преемником Юста на кафедре Уржеля стал, вероятно, Эпиган, упоминаемый как епископ уже около 550 года.
Святой Юст был известным в своё время церковным писателем. Наиболее значительным его сочинением является «In cantica canticorum Salomonis» («О „Песнь песней Соломона“») — книга богословских аллегорических комментариев, которую Исидор Севильский описал как хотя и краткую, но написанную хорошим слогом. Также из трудов Юста до нашего времени сохранились его письмо архиепископу Таррагоны Сергию и, вероятно, написанная по просьбе его брата Юстиниана Валенсийского, молитва в честь святого мученика Винсента («Serma sancti Justi, urgellenses episcopi, in natale sancti Vincentii martyris»).
Епископ Юст начал очень рано почитаться как святой в Уржельской епархии: в документе от 1079 года упоминается о посвящённом ему алтаре в кафедральном храме Сео-де-Уржеля. Однако затем о почитании святого нет сведений до XV века, когда вновь появляются свидетельства о праздновании его дня памяти. Юст не был официально канонизирован Католической церковью и его причисление к лику местночтимых святых Уржельского епископства основано на его традиционном почитании в этой епархии. Отмечать день памяти святого 28 мая, является местной традицией, и эта дата не связана ни с одним из известных событий, относящихся к епископу Юсту.